# Wappen Bahrains
Das Wappen Bahrains  ist etwa seit dem Jahr 1964 bekannt. 

## Beschreibung
Das Wappen zeigt in einem roten Schild einen weißen durch Spitzenschnitt getrennten Schildhaupt. 
Um den Schild sind rote-weiße Lorbeerblätter angeordnet. 

Flagge Bahrains

Die Flagge Bahrains ist durch den Spitzenschnitt in weiß und rot zu 1/3 zu 2/3 quergeteilt. 
Ursprünglich war eine Krone als Symbol für die Herrschermacht vorgesehen.

## Geschichte
Nachdem auch andere arabische Staaten Flaggen angenommen hatten, dauerte es noch einige Jahre, bis andere Staatssymbole geschaffen wurden. Als Erstes führte das Scheichtum Bahrain ein Wappen ein. Es wurde in den 1930er-Jahren vom britischen Ratgeber des damaligen Emirs von Bahrain, Sir Charles Belgrave, entworfen. Belgrave, der letzte britische Berater des Herrschers, reduzierte die Zacken der Flagge von acht auf drei.